# ۹۱۰۰۶ فلمینگ
سیارک ۹۱۰۰۶ فلمینگ (به انگلیسی: 91006 Fleming، نامگذاری:1998BT25) نود و یک هزار و ششمین سیارک کشف شده‌است که در ۲۸ ژانویه ۱۹۹۸ کشف شد.